# Торбеєвський район
Торбе́євський район (рос. Торбеевский район, ерз. Торбей буе) — муніципальний район у складі Республіки Мордовія Російської Федерації.
Адміністративний центр — селище міського типу Торбеєво.

## Населення
Населення району становить 18419 осіб (2019, 21479 у 2010, 23285 у 2002).

## Адміністративно-територіальний поділ
На території району 1 міське та 11 сільських поселень:
| Поселення                          | Площа, км² | Населення, осіб (2002) | Населення, осіб (2010) | Населення, осіб (2019) | Центр            | Населені пункти |
| ---------------------------------- | ---------- | ---------------------- | ---------------------- | ---------------------- | ---------------- | --------------- |
| Торбеєвське міське поселення       | 12,64      | 9756                   | 9791                   | 9280                   | Торбеєво         | 3               |
| Варжеляйське сільське поселення    | 176,06     | 1492                   | 1233                   | 859                    | Варжеляй         | 9               |
| Віндрейське сільське поселення     | 195,50     | 512                    | 444                    | 336                    | Віндрей          | 1               |
| Дракинське сільське поселення      | 40,29      | 1636                   | 1631                   | 1406                   | Дракино          | 1               |
| Жуковське сільське поселення       | 91,97      | 1553                   | 1479                   | 1294                   | Жуково           | 4               |
| Кажлодське сільське поселення      | 48,60      | 840                    | 716                    | 567                    | Кажлодка         | 2               |
| Красноармійське сільське поселення | 143,02     | 1485                   | 1199                   | 876                    | Красноармійський | 8               |
| Краснопольське сільське поселення  | 104,23     | 1089                   | 919                    | 678                    | Краснопольє      | 7               |
| Нікольське сільське поселення      | 56,28      | 765                    | 659                    | 479                    | Нікольське       | 3               |
| Салазгорське сільське поселення    | 61,34      | 1662                   | 1416                   | 1119                   | Салазгор         | 4               |
| Сургодське сільське поселення      | 68,10      | 1020                   | 848                    | 696                    | Сургодь          | 8               |
| Хілковське сільське поселення      | 126,91     | 1475                   | 1144                   | 829                    | Хілково          | 8               |

- 27 листопада 2008 року було ліквідоване Саввинське сільське поселення, його територія увійшла до складу Нікольського сільського поселення[4].
- 12 жовтня 2009 року було ліквідоване Центральне сільське поселення, його територія увійшла до складу Салазгорського сільського поселення; ліквідоване Носакінське сільське поселення, його територія увійшла до складу Хілковського сільського поселення[5].
- 15 червня 2010 року було ліквідоване Мальцевське сільське поселення, його територія увійшла до складу Варжеляйського сільського поселення[6].
- 17 травня 2018 року було ліквідоване Мордовсько-Юнкинське сільське поселення, його територія увійшла до складу Красноармійського сільського поселення; ліквідоване Лопатинське сільське поселення, його територія увійшла до складу Сургодського сільського поселення[7].
- 24 квітня 2019 року було ліквідоване Старопічурське сільське поселення, його територія увійшла до складу Краснопольського сільського поселення[8].
- 19 травня 2020 року було ліквідоване Татарсько-Юнкинське сільське поселення, його територія увійшла до складу Жуковського сільського поселення[9].

## Найбільші населені пункти
Найбільші населені пункти з чисельністю населення понад 1000 осіб:
| № | Населений пункт | Населення, осіб (2002) | Населення, осіб (2010) |
| - | --------------- | ---------------------- | ---------------------- |
| 1 | Торбеєво        | 9 351                  | 9 373                  |
| 2 | Дракино         | 1 636                  | 1 631                  |
| 3 | Салазгор        | 1 259                  | 1 105                  |